# Cheiracanthium strasseni
Cheiracanthium strasseni is een spinnensoort uit de familie Cheiracanthiidae.
De wetenschappelijke naam van de soort werd in 1915 gepubliceerd door Embrik Strand.